# José Van Tuyne
José Van Tuyne (født 13. december 1954 i Rosario, Argentina) er en tidligere argentinsk fodboldspiller (forsvarer).
Han spillede fem sæsoner hos Rosario Central i hjemlandet, og var desuden tilknyttet Talleres de Córdoba, Racing Club samt colombianske Millonarios.
Van Tuyne spillede desuden ti kampe for det argentinske landshold. Han deltog ved VM i 1982 i Spanien. Han var dog ikke på banen i turneringen.